# 듀켐바이오
듀켐바이오(DuChemBio Co., Ltd.)는 대한민국의 방사성의약품 기업이다. 본사는 서울특별시 서대문구 경기대로 47 진양빌딩 4층 동관에 위치해 있으며 대표이사는 김상우이다. 모회사는 의약품 유통기업 지오영이다.

## 상장
2014년 12월 코넥스에 상장하였으며 2019년 6월에도 코스닥 이전 상장을 추진했었지만 예비심사 청구 7개월 만에 철회한 적이 있으며 2024년 12월 주관사를 NH투자증권으로 희망공모가 밴드 1만2,300~1만 4,100원에 코스닥으로 이전 상장하였다.

## 같이 보기
- MBK 파트너스[5]
- 퓨쳐켐

## 참고 문헌
1. ↑  류충열, 헬스케어 그룹 향한 지오영의 도전, 이번엔 듀켐바이오, 히트뉴스, 2020.12.02
2. ↑  방사성의약품 국내 점유율 1위…시총 1조 꿈꾸는 '듀켐바이오', 2024.06.28
3. ↑  유한새, 'MBK 품에 안긴' 지오영, 자회사 듀켐바이오 코스닥 이전 시동, 블로터, 2024.11.15
4. ↑  정지윤, 듀켐바이오, 코스닥 이전상장 예비심사청구, 바이오스펙테이터, 2024-08-27
5. ↑  최령 , MBK, 듀켐바이오 상장으로 수익 실현 가시화, 딜사이트, 2024.12.10